# Tulsi Gabbardová
Tulsi Gabbardová, nepřechýleně Gabbard (* 12. dubna 1981, Leloaloa, Americká Samoa), je americká politička a televizní komentátorka. Do 11. října 2022 byla členkou Demokratické strany, v ten den z ní na protest proti politice strany vystoupila.
Od roku 2013 do roku 2021 byla členkou americké Sněmovny reprezentantů, v níž zastupovala stát Havaj za druhý kongresový okres. Stala se první hinduistkou a poslankyní částečně samojského původu v americkém Kongresu. Je veteránkou z války v Iráku, které se účastnila v řadách havajské Národní gardy. Má vojenskou hodnost podplukovnice v záloze. Usilovala o získání demokratické nominace pro prezidentské volby konané v roce 2020. Po neúspěchu v demokratických primárkách v březnu 2020 z kandidatury odstoupila a podpořila kandidáta Joea Bidena.
Od listopadu 2022 je placenou komentátorkou konzervativní televizní stanice Fox News, politicky blízké Republikánské straně. Již předtím byla hostující komentátorkou na této stanici, zvláště při pořadech Tucker Carlson Tonight.

## Mládí
Tulsi Gabbardová se narodila 12. dubna 1981 v Leloaloe v Americké Samoi jako čtvrté dítě Carol a Mika Gabbarda. Ve dvou letech se s rodinou přestěhovala na Havajské ostrovy. Její otec Mike Gabbard je členem Havajského senátu.
Gabbardová byla vychovávána v multikulturní rodině. Její otec má samojský a evropský původ a je lektorem katolické církve. Matka pochází z Decaturu v Indianě a je praktikující hinduistkou. Tulsi si vybrala hinduismus jako své náboženství v pubertě.
Střední školu Gabbardová vystudovala dálkově z domova, až na dva roky na dívčí misionářské akademii na Filipínách. Vystudovala soukromou Havajskou tichomořskou univerzitu s titulem bakalář věd v oboru Obchodní administrativa.

## Politická kariéra
Tulsi Gabbard byla první samojská Američanka a první hinduistka v Kongresu Spojených států.
V roce 2002 ve svých 21 letech byla zvolena do Havajské sněmovny reprezentantů za Demokratickou stranu a stala se tak nejmladším zvoleným zákonodárcem v historii Havaje a USA. Post zastávala do roku 2004, kdy se dobrovolně přihlásila do služeb Národní gardy v Iráku. Domů se vrátila v roce 2009 a opět se vrátila do politiky. V roce 2010 byla zvolena do Městské rady města Honolulu. V této funkci se zasadila o zmírnění omezení pro parkování a vyhlášku, která dala městským úřadům právo zabavovat opuštěné věci a zavazadla, ke kterým se nikdo déle než 24 hodin nehlásil.
V roce 2012 Gabbardová kandidovala a byla zvolena do Sněmovny reprezentantů za stát Havaj. Od té doby ustála volby v roce 2014, 2016 a 2018. V říjnu 2019 v souvislosti se svou kandidaturou na prezidentku USA uvedla, že do kongresu v roce 2020 kandidovat nebude a její poslanecký mandát skončil 3. ledna 2021.

## Názory
Gabbardová se na začátku své politické kariéry postupně distancovala od konzervativních postojů převzatých od otce. Stala se podporovatelkou homosexuálních manželství a práva na potrat. Proto byla považována za sociálně liberální političku.
Je odpůrkyní Transpacifického partnerství, ze kterého Spojené státy za vlády Donalda Trumpa vystoupily. O tomto partnerství tvrdí, že je nejvíce výhodné pro mezinárodní korporace na úkor amerických dělníků. Na mezinárodní sféře je odpůrkyní domácí politiky Pákistánu a Saúdské Arábie, které obviňuje z financování a podpory terorismu. Naopak podporuje posílení vzájemných vztahů Spojených států a Indie a mezinárodní politiku indického premiéra Naréndry Módího.
Kritizuje zapojení Spojených států do převratů a revolucí na Středním východě, o kterých tvrdí, že právě americké zásahy způsobily vypuknutí migrační krize. V roce 2017 měla kontroverzní setkání s prezidentem Sýrie Bašárem Asadem. Je odpůrkyní zapojení amerických vojsk do občanské války v Sýrii a vzniku bezletové zóny nad Sýrií.
V domácí politice usilovala o zvýšení minimální hodinové mzdy na 15 dolarů a obnovení Glass-Steagallova zákona. Také podporovala vyřazení marihuany ze seznamu kontrolovaných látek.
Dne 11. října 2022 vystoupila z Demokratické strany s odůvodněním, že je to „elitářský spolek válečných štváčů“.
V roce 2024 byla navržena za členku druhého Trumpova kabinetu.
Je považována za višnuistku, na rozdíl od většinového hnutí ISKCON je však přívrženkyní Mise Čaitanji.

## Kontroverze
Byla jedním z účastníků Aféry Signalgate, která v březnu roku 2025 odhalila závažné nedostatky v bezpečnosti komunikace v administrativě prezidenta Donalda Trumpa. V chatovací skupině aplikace Signal diskutovali o evropských spojencích a citlivých vojenských operacích, konkrétně o plánovaných útocích na Íránem podporované povstalce Hútíe v Jemenu, a sdíleli podrobnosti o cílech, použitých zbraních a časech útoků.